# Антиаритмици класе III
Антиаритмици класе III су група лекова који блокирају калијумове канале у срчаном ткиву, што резултује продужавањем трајање времена реполаризације. Пошто ови лекови не утичу на натријумове канале, брзина проводљивости се не смањује.
С почетка 21. века направљен је значајан напредак у терапији антиаритмичким лековима класе III. Код пацијената са вентрикуларним аритмијама и имплантабилним кардиовертер дефибрилаторима (ИЦД), антиаритмички лекови се све више користе као додатна терапија за смањење учесталости пражњења кардиовертер дефибрилатора.

## Механизам дејства
Главни механизам деловања антиаритмика класе III је  блокада срчаних калијумових канала и продужење трајања реполаризације срца.
Продужењем трајања акционог потенцијала срца и рефракторног периода, антиаритмици класе III, у комбинацији са одржавањем нормалне брзине проводљивости, спречавају поновно улазак срца у аритмију (уз мању вероватноћа да ће ритам поновно ући у интеракцију са ткивом које је постало реактивно). 
Антиаритмици класе III показују зависност од обрнутог коришћења (тако да се њихово дејство повећава са споријим откуцајима срца што резултује бољим одржавањем синусног ритма). Инхибиција калијумових канала доводи до успорене реполаризације преткоморско-коморских миоцита.
Лекови из групе антиаритмици класе III имају потенцијал да продуже QT  интервал на ЕКГ-у и могу бити проаритмични (више повезани са развојем полиморфне коморске тахикардије).
Трбало би имати у виду да, неки лекови из ове класе, могу утицати и на на натријумове канале, калцијумове канале и адренергичке рецепторе.

## Индикације
Лекови из групе антиаритмици класе III  све више се користе за профилаксу код пацијената који имају атријалну фибрилацију или атријални флатер, а подаци указују на важну улогу ових лекова у смањењу суправентрикуларних тахиаритмија након кардиохирургије.
Будуће студије ће морати директно да упореде ове алекове са чистим анти-адренергичким маневрима код постоперативних пацијената. 

## Врсте
Лекови из групе антиаритмици класе III укључују:
- Бретилијум,
- Амиодарон (продужава фазу 3; такође делује на фазе 1, 2 и 4). Он се интравенски користи за акутни третман нестабилне вентрикуларне аритмије а истражује се и за лечење акутног ванболничког срчаног застоја.
- Ибутилид (продужава фазу 3) Он значајно смањује прагове атријалне дефибрилације код људи и повећава проценат пацијената који могу да пређу са атријалне фибрилације на синусни ритам.
- Соталол (продужава фазу 3, смањује нагиб фазе 4) Недавно се показало да је  ефикасан у смањењу тахиаритмија код пацијената са кардиовертер дефибрилаторима.
- Дофетилид (продужава фазу 3)
- Вернакалант,
- Дронедарон.

Америчка администрација за храну и лекове тренутно разматра азимилид (који изгледа да је лишен ефеката зависних од фреквенције на реполаризацију) за профилаксу атријалне фибрилације и атријалног флатера. 